# Enrico Pavanello (dirigente sportivo)
Enrico Pavanello, detto Rino (Padova, 5 febbraio 1924 – Padova, 27 febbraio 2016), è stato un dirigente sportivo e arbitro di pallacanestro italiano.

## Carriera
Già arbitro di pallacanestro in Serie A, è stato dirigente nonché presidente della Virtus Basket Padova, dal 1945 al 1985. Successivamente fino al 2012, ha ricoperto la carica di presidente onorario della Virtus Padova. Inoltre ha svolto incarichi a livello federale nella Federazione Italiana Pallacanestro.